# Anoplophora macularia
Anoplophora macularia är en skalbaggsart som först beskrevs av Thomson 1865.  Anoplophora macularia ingår i släktet Anoplophora och familjen långhorningar.
Artens utbredningsområde är Taiwan. Inga underarter finns listade i Catalogue of Life.